# Jeff Hughes
Jeff Hughes (Larne, 29 maggio 1985) è un ex calciatore nordirlandese, di ruolo centrocampista.

## Carriera

### Club
Ha giocato nella prima divisione nordirlandese e nella seconda divisione inglese.

### Nazionale
Nel 2006 ha giocato 2 partite in nazionale.

## Palmarès

### Club

#### Competizioni nazionali
- Campionato nordirlandese: 1

Larne: 2022-2023
- Championship (Irlanda del Nord): 1

Larne: 2018-2019